# 潘前卫
潘前卫，上海笑星、滑稽戏演员。上海人民滑稽剧团演员。

## 生平
上海师范大学本科毕业，一度是唯一的大学生滑稽演员，能编能演。2008年参加上海东方电视台举办的第一届笑林大会比赛，当选为“上海十大笑星”，是“上海十大笑星”中年纪最轻的一个演员。